# Martino Frontini
Martino Frontini (Catania, 11 maggio 1827 – Catania, 7 novembre 1909) è stato un compositore italiano.

## Biografia
Fu maestro di molti musicisti catanesi della seconda metà del XIX secolo e padre del compositore Francesco Paolo Frontini.
Istituì la banda musicale municipale, il Corpo Civico Musicale di Catania, che diresse per oltre trent'anni; diresse anche la banda del regio ospizio di beneficenza.
Scrisse numerose composizioni musicali, melodie e ballabili, specialmente valzer. Fu inoltre autore dell'opera lirica in tre atti Marco Bozzari, di un'azione coreografica (Fatima) e di un'operetta di genere fantastico (la Rivolta dell'Olimpo).
Scrisse anche una biografia del maestro Pietro Antonio Coppola (Pubblicazione dell'Eco di Sicilia - Catania 1876).

## Composizioni (parziale)
- Il martirio di S. Agata - oratorio - rappresentato nell'agosto del 1863;
- La Rosa (mazurka);
- Tre ballabili per pianoforte, Milano, Arturo De Marchi;
- Dalia (mazurka), Milano, Arturo De Marchi;
- Osiride (polka), Milano, G. Canti;
- Gianduja (valzer), Palermo, F. Salafia;
- Niobe ossia la vendetta di Latona (ballo tragico in sei atti per la coreografia di Augusto Hus);
- La stella del 3 giugno 1860 (valzer), Milano, G. Canti;
- La Siciliana (mazurka), Milano, G. Canti;
- Eleganza (valzer, op. 169), Milano, Arturo De Marchi;
- Tre genii in contesa (cantata su testo di F.P. Bertucci, eseguita nel Teatro comunale di Catania il 12 gennaio 1854);
- Sinfonia in partitura per banda, Catania, Giuseppe Benenati;
- Monumento a Bellini (valzer per banda, op. 50), Udine, Luigi Berletti;
- Enrichetta (mazurka, op. 146), Milano, Arturo De Marchi;
- Fuchsia (valzer per pianoforte, op. 208), Milano, Arturo De Marchi;
- Fidanzata di Marco Bozzari (tragedia lirica su libretto di Francesco Cavallaro, riduzione con accompagnamento), Milano, Francesco Lucca, 1862 ca.;
- La rivolta dell'Olimpo ovvero Il 1874 (fiaba musicale di Natale Belletti), Catania, 1874.